# Confédération générale des planteurs de betteraves
Pour les articles homonymes, voir CGB.
La confédération générale des planteurs de betteraves (CGPB ou CGB) est une des associations spécialisées de la FNSEA visant à représenter les 26 000 planteurs de betterave à sucre présents en France. La confédération est le principal syndicat représentant la profession. 
Elle est affiliée à la Confédération internationale des betteraviers européens (en) (CIBE) et à l'Association mondiale des producteurs de betteraves et de canne à sucre. 
Elle est présidée depuis janvier 2019 par Franck Sander, qui est le fils de Jean-Marie Sander et le frère d'Anne Sander.

## Présidence
- 1926-1939 : Jean Achard

- Depuis 2024 : Franck Sander

## Activité de lobbying
Pour l'année 2017, la CGB déclare à la Haute Autorité pour la transparence de la vie publique exercer des activités de représentation d'intérêts en France pour un montant qui n'excède pas 200 000 euros.